# Onychargia atrocyana
Onychargia atrocyana – gatunek ważki z rodziny pióronogowatych (Platycnemididae). Występuje w Azji – od Indii i Sri Lanki po chińską prowincję Junnan, Filipiny i Indonezję.